# Platyamoeba calycinucleolus
Platyamoeba calycinucleolus is een soort in de taxonomische indeling van de Amoebozoa. Deze micro-organismen hebben geen vaste vorm en hebben schijnvoetjes. Met deze schijnvoetjes kunnen ze voortbewegen en zich voeden. Het organisme komt uit het geslacht Platyamoeba en behoort tot de familie Vannellidae. Platyamoeba calycinucleolus werd in 1974 ontdekt door Page.